# Borderlands 2
Borderlands 2 je akciona video igra koja je razvijena od strane Gearbox Software i izdao ju je 2K Games. To je druga igra iz Borderlands series i nastavak na Borderlands iz 2009. godine. Igrica je izbačena za , PlayStation 3, Xbox 360 i  18. septembra 2012. godine. Omogućena je za PlayStation Vita-u 13. maja 2014, i izbačena je za Линукс 30. septembra 2014.
Borderlands 2 dozvoljava igračima da kompletiraju kampanju koja je sastoji od glavnih misija i opcionih misija sa jednim od četiri (6 uključujući sadržaj za preuzimanje) tragača za blagom, „Vault Hunters”, na planeti Pandori. Priča video igre je centirana oko tragača za blagom i njihovim zadatkom da nađu novi vanzemaljski sef i oslobode Pandoru od tiranina Hendsom Džeka. Ključne karakteristike ove igrice su iste kao i kod njenog prethodnog dela. Tu je zajedničko igranje preko interneta, nasumično generisani plen, koji se može podeliti na oružije, štitove i na predmete koje odgovaraju određenim likovima kroz igru. Ova video igra je dobila je odlične kritike od strane igrača i doživela je komercijalni uspeh.